# Cryptoleucopteryx plumbea
La poiana plumbea  (Cryptoleucopteryx plumbea (Salvin, 1872)) è un uccello rapace della famiglia Accipitridae, diffuso in Sud America. È l'unica specie nota del genere Cryptoleucopteryx.

## Distribuzione e habitat
La specie è segnalata a Panama, in Colombia, in Ecuador e in Perù.

## Conservazione
La IUCN Red List classifica Cryptoleucopteryx plumbea come specie vulnerabile.